# Projekt 877
Projekt 877 (v kódu NATO třída Kilo) je třída dieselelektrických ponorek, stavěných původně Sovětským svazem a nyní Ruskem. Jejich hlavním úkolem jsou protilodní, protiponorkové operace a pobřežní hlídkování. Na původní verzi ponorky později navázala značně vylepšená verze Projekt 636, označená v kódu NATO jako třída Improved Kilo, známá též jako třída Varšavjanka/Varshavyanka. Třetí generace této třídy nese označení Projekt 636.3 a v exportní verzi Projekt 636M. Ponorky Projektu 636 jsou považovány za jedny z nejtišších konvenčních ponorek na světě. Stavbu třetí generace třídy Kilo pro ruské námořnictvo si vynutily problémy s vývojem ponorek Projektu 677 (Lada), které původně měly třídu Kilo nahradit.
Ponorky této třídy jsou úspěšným ruským exportním artiklem a provozují je floty Alžírska, Čínské lidové republiky, Indie, Íránu, Polska, Rumunska a Vietnamu.

## Pozadí vzniku

Nákres ponorky projektu 877

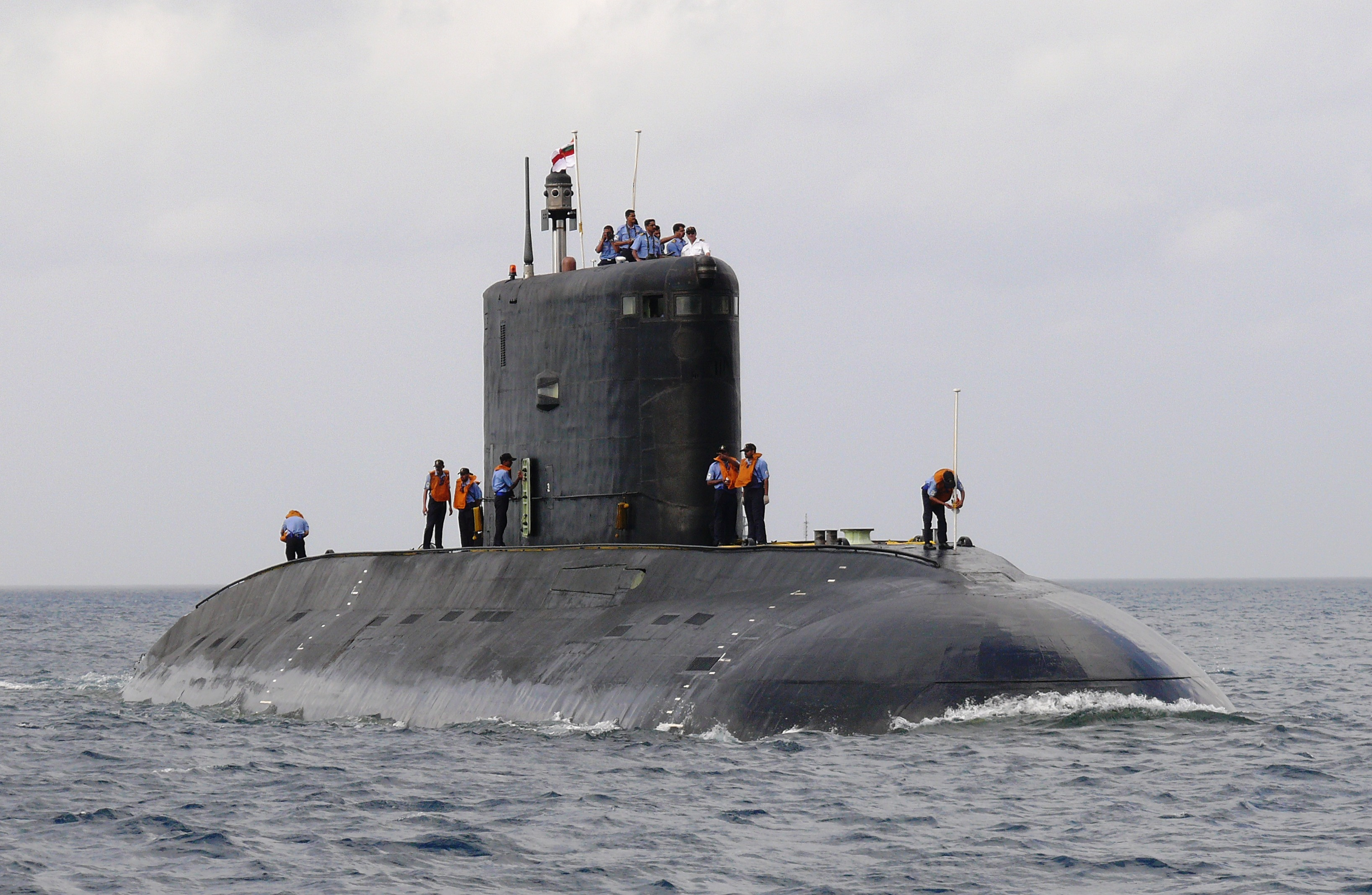
Indická ponorka třídy Kilo

Projekt ponorek vypracovala leningradská konstrukční kancelář Rubin. Kýl první jednotky byl založen roku 1980 přičemž stavěny jsou dodnes. Pro sovětské námořnictvo byly stavěny ponorky verzí Projekt 877, Projekt 877K a Projekt 877M. Označení exportní verze ponorek je Projekt 877EKM.

## Konstrukce (Projekt 877 EKM)
Ponorky mají dvojitý trup, jehož povrch je pokryt anechoickým materiálem, snižujícím riziko odhalení ponořené ponorky sonarem. Bojový informační systém ponorek dovoluje sledovat pět cílů najednou. Výzbroj tvoří šest 533mm torpédometů s celkovou zásobou 18 torpéd či 24 námořních min. Ponorka je schopna současně napadnout dva cíle. Ponorky jsou též vybaveny osmi z ramene odpalovanými střelami velmi krátkého dosahu typu Strela 3 (v kódu NATO SA-N-8 Gremlin) či Igla (v kódu NATO SA-N-10 Gimlet) s dosahem 5–6 km. Pohonný systém tvoří dva dieselové motory a jeden elektromotor. Ponorky mají jeden sedmilistý lodní šroub. Nejvyšší rychlost dosahuje 10 uzlů na hladině a 17 uzlů pod hladinou. Pod hladinou mohou plout plně ponořené 740 km, při rychlosti 3 uzlů, 11 100 km na hladině (případně při použití "šnorchlu"), rychlostí 7 uzlů .

## Uživatelé
Alžírsko

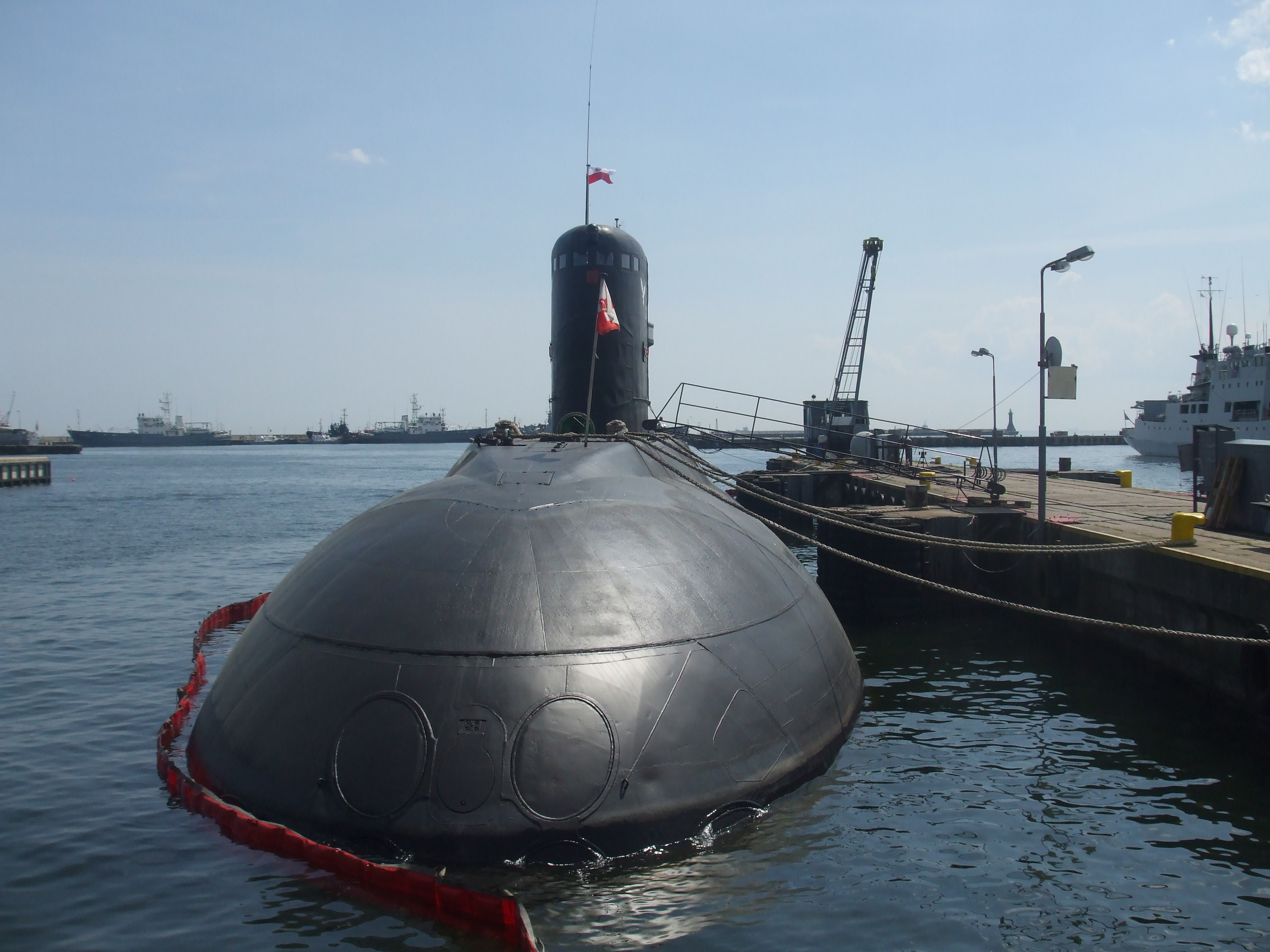
Polská ponorka Orzel

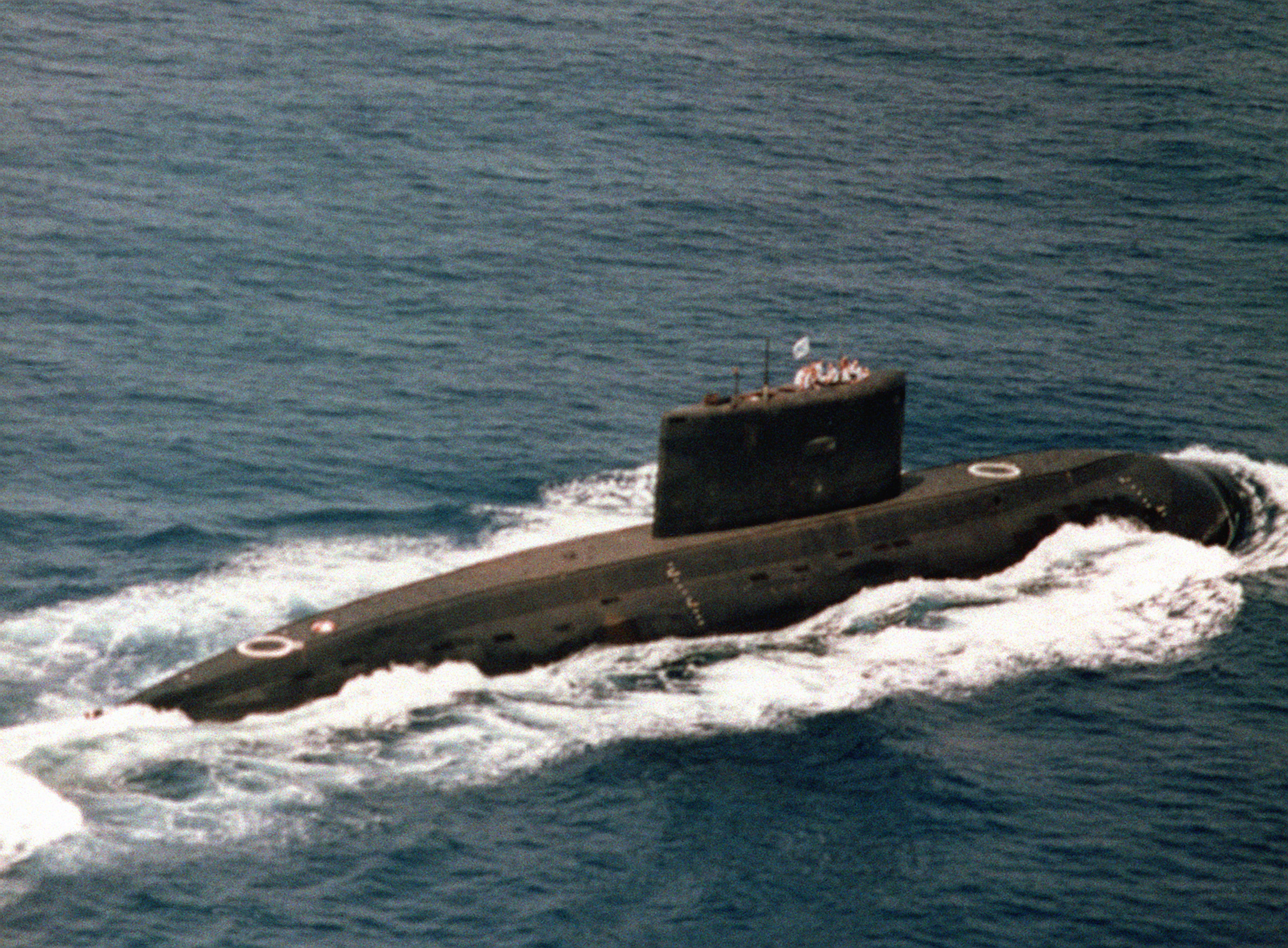
Íránská ponorka třídy Kilo

- Alžírské námořnictvo získalo dvě ponorky třídy Kilo, které provozuje pod názvy Rais Hadj M Barek a El Hadj Slimane. V letech 1993–1995 byly modernizovány v Rusku.[3] V roce 2010 do služby vstoupily další dvě ponorky projektu 636M, přičemž další dvě byly dodány v lednu 2019. Země tak získala celkem šest ponorek.

 Čína
- Námořnictvo Čínské lidové osvobozenecké armády získalo v letech 1995–1996 dvě ponorky Projektu 877EKM. V roce 1998 je doplnily dvě ponorky Projektu 636 a po roce 2004 dalších osm Projektu 636M.[4][5]

 Indie
- Indické námořnictvo – 8 kusů Projektu 877EKM a dvě Projektu 636, provozovaných jako třída Sindhughosh bylo dodáno v letech 1986–2000.[6] Indické ponorky jsou vybaveny pro nesení řízených střel rodiny 3M-54 Klub; jedná se o protilodní střely 3M-54E1 a protizemní střely 3M-14E.[2]

 Írán
- Íránské námořnictvo – v letech 1992–1996 země obdržela 3 ponorky Projektu 877EKM, pojmenované Taregh, Nuh a Yunes.[7]

 Polsko
- Polské námořnictvo – v roce 1986 země získala jednu ponorku Projektu 877E, která dodnes slouží jako Orzel.[8]

 Rumunsko
- Rumunské námořnictvo – získalo roku 1986 jednu ponorku Projektu 877EKM, která slouží jako Delfinul.[9]

 Sovětský svaz
- Sovětské námořnictvo a nástupnické Ruské námořnictvo – pro hlavního uživatele třídy bylo postaveno 25 ponorek první generace (22 kusů Projektu 877, jedna Projektu 877V, jedna Projekt 877EKM a jedna Projektu 877.3). V rámci modernizace ruského námořnictva bylo postaveno šest ponorek Projektu 636.3 a druhá šestikusová série byla objednána.

 Venezuela
- Venezuelské námořnictvo – objednány byly 3 ponorky Projektu 636.[1]

 Vietnam
- Vietnamské lidové námořnictvo – objednáno 6 ponorek Projektu 636.[10]

## Jednotky
Jednotky této třídy:
| Jméno                             | Uživatel   | Verze  | Zahájení stavby | Spuštěna          | Vstup do služby                                                             | Status |
| --------------------------------- | ---------- | ------ | --------------- | ----------------- | --------------------------------------------------------------------------- | --- |
| B-248                             | SSSR Rusko | 877    |                 | září 1980         | 31. prosince 1980                                                           | založena jako projekt 877E, vyřazena 3. května 2001 |
| B-260 Čita                        | SSSR Rusko | 877    |                 | srpen 1981        | 30. prosince 1981                                                           | založena jako projekt 877E, do roku 2006 pouze B-260, aktivní |
| B-227 Vyborg                      | SSSR Rusko | 877    |                 | září 1982         | 23. února 1983                                                              | založena jako projekt 877E, do roku 2008 pouze B-227, aktivní |
| B-229                             | SSSR Rusko | 877    |                 | červenec 1983     | 30. října 1983                                                              | vyřazena 10. dubna 2002 |
| B-404                             | SSSR Rusko | 877    |                 | září 1993         | 30. prosince 1993                                                           | vyřazena 10. dubna 2002 |
| B-405                             | SSSR Rusko | 877    |                 | září 1984         | 30. prosince 1984                                                           | v letech 1990–1992 B-405 Ťumeňskij Komsomolec, vyřazena 10. dubna 2002                                                                                             |
| B-470                             | SSSR Rusko | 877    |                 | srpen 1985        | 30. prosince 1985                                                           | vyřazena 22. června 2005 |
| B-439                             | SSSR Rusko | 877    |                 | červenec 1986     | 30. prosince 1986                                                           | vyřazena 3. prosince 2005 |
| B-445 Svjatoj Nikolaj Čudotvorec  | SSSR Rusko | 877    |                 | září 1987         | 30. ledna 1988                                                              | do roku 2007 pouze B-445, aktivní |
| B-394                             | SSSR Rusko | 877    |                 | září 1988         | 30. prosince 1988                                                           | v letech 1987–1992 B-394 Komsomolsk Tadjikistana, převedena do rezervy                                                                                             |
| B-464 Usť-Kamčatsk                | SSSR Rusko | 877    |                 | září 1989         | 30. ledna 1990                                                              | do roku 2003 pouze B-464, převedena do rezervy |
| B-494 Usť-Bolšereck               | SSSR Rusko | 877    |                 | říjen 1990        | 28. prosince 1990                                                           | do roku 2003 pouze B-494, aktivní |
| B-187 Komsomolsk na Amuru         | SSSR Rusko | 877    |                 | říjen 1991        | 30. prosince 1991                                                           | do roku 2015 pouze B-187, od roku 2003 deaktivována kvůli modernizaci, ta se protáhla do ledna 2017, aktivní.                                                      |
| B-190 Krasnokamensk               | Rusko      | 877    |                 | září 1992         | 30. prosince 1992                                                           | do roku 2007 pouze B-190, vyřazena 1. září 2023 |
| B-345 Mogoča                      | Rusko      | 877    |                 | říjen 1993        | 22. ledna 1994                                                              | do roku 2009 pouze B-345, aktivní |
| B-401 Novosibirsk                 | SSSR Rusko | 877    |                 | březen 1984       | 30. září 1984                                                               | do roku 1998 pouze B-401, vyřazena 1. prosince 2012 |
| B-402 Vologda                     | SSSR Rusko | 877    |                 | září 1984         | 30. prosince 1984                                                           | do roku 1997 pouze B-402, vyřazena 2016 |
| B-808 Jaroslavl                   | SSSR Rusko | 877    |                 | červenec 1988     | 27. prosince 1988                                                           | do roku 1999 pouze B-808, aktivní |
| B-800 Kaluga                      | SSSR Rusko | 877    |                 | květen 1989       | 30. září 1989                                                               | v letech 1990–1992 B-800 Vologodsky komsomolets, poté od roku 2003 B-800 Kaluga, aktivní                                                                           |
| B-459 Vladikavkaz                 | SSSR Rusko | 877    |                 | duben 1990        | 28. září 1990                                                               | do roku 1997 pouze B-459, převedena do rezervy |
| B-471 Magnitogorsk                | SSSR Rusko | 877    |                 | září 1990         | 28. prosince 1990                                                           | do roku 2001 pouze B-471, aktivní |
| B-177 Lipeck                      | SSSR Rusko | 877    |                 | červenec 1991     | 26. prosince 1991                                                           | do roku 2000 pouze B-177, aktivní |
| B-871 Alrosa                      | SSSR Rusko | 877V   |                 | září 1989         | 30. listopadu 1990                                                          | pohon pomocí vodních trysek, do roku 2004 pouze B-871, aktivní |
| B-806 Tur                         | SSSR Rusko | 877EKM |                 | duben 1986        | 25. září 1986                                                               | aktivní |
| B-477                             | Rusko      | 877.3  |                 | říjen 1999        | 16. května 2000                                                             | aktivní |
| Rais Hadj M'Barek (012, ex B-861) | Alžírsko   | 877EKM |                 | červenec 1986     | 29. listopadu 1986 (SSSR) 15. září 1987 (Alžírsko)                          | aktivní |
| El Hadj Slimane (013, ex B-386)   | Alžírsko   | 877EKM |                 | červenec 1986     | 5. listopadu 1987 (SSSR) prosinec 1987 (Alžírsko)                           | aktivní |
| Sindhugosh (S55, ex B-888)        | Indie      | 877EKM |                 | červenec 1985     | 25. listopadu 1985 (SSSR) 30. dubna 1986 (Indie)                            | aktivní |
| Sindhudhvaj (S56, ex B-898)       | Indie      | 877EKM |                 | červenec 1986     | 25. listopadu 1986 (SSSR) 12. června 1987 (Indie)                           | vyřazena 16. července 2022 |
| Sindhuraj (S57, ex B-890)         | Indie      | 877EKM |                 | duben 1987        | 2. září 1987 (SSSR) 20. října 1987 (Indie)                                  | aktivní |
| Sindhuvir (S58, ex B-860)         | Myanmar    | 877EKM |                 | září 1987         | 25. prosince 1987 (SSSR) 26. srpna 1988 (Indie) 24. prosince 2020 (Myanmar) | aktivní |
| Sindhuratna (S59, ex B-803)       | Indie      | 877EKM |                 | červenec 1987     | 15. srpna 1988 (SSSR) 22. prosince 1988 (Indie)                             | aktivní |
| Sindhukesari (S60, ex B-804)      | Indie      | 877EKM |                 | srpen 1988        | 29. listopadu 1988 (SSSR) 16. února 1989 (Indie)                            | aktivní |
| Sindhukirti (S61, ex B-468)       | Indie      | 877EKM |                 | srpen 1989        | 30. října 1989 (SSSR) 4. ledna 1990 (Indie)                                 | aktivní |
| Sindhuvijay (S62, ex B-597)       | Indie      | 877EKM |                 | červenec 1990     | 27. října 1990 (SSSR) 8. března 1991 (Indie)                                | aktivní |
| Sindhurakshak (S63, ex B-582)     | Indie      | 877EKM |                 | červen 1997       | 2. října 1997 (Rusko) 24. prosince 1997 (Indie)                             | dne 14. srpna 2013 zničena explozí, vyřazena 5. září 2017 |
| Sindhushastra (S65)               | Indie      | 877EKM |                 | říjen 1999        | 16. července 2000                                                           | aktivní |
| Jüan Čeng 64 Chao (364, ex B-185) | Čína       | 877EKM |                 | květen 1994       | 15. listopadu 1994 (Rusko) 15. prosince 1994 (Čína)                         | aktivní |
| Jüan Čeng 65 Chao (365, ex B-188) | Čína       | 877EKM |                 | březen 1995       | 15. srpna 1995 (Rusko) 5. září 1995 (Čína)                                  | aktivní |
| Orzel (291, ex B-351)             | Polsko     | 877E   |                 | červen 1985       | 29. 1listopadu 1985 (SSSR) 21. června 1986 (Polsko)                         | rozestavěna jako projekt 877, aktivní |
| Delfinul (581, ex B-801)          | Rumunsko   | 877EKM |                 | září 1985         | 29. září 1985 (SSSR) 19. září 1986 (Rumunsko)                               | aktivní |
| Taregh (901, ex B-175)            | Írán       | 877EKM |                 | září 1991         | 25. prosince 1991 (Rusko) 21. listopadu 1992 (Írán)                         | aktivní |
| Noor (902, ex B-224)              | Írán       | 877EKM |                 | říjen 1992        | 31. prosince 1992 (Rusko) 6. června 1993 (Írán)                             | aktivní |
| Yunes (903, ex B-220)             | Írán       | 877EKM |                 | červenec 1994     | 2. září 1996 (Rusko) 25. listopadu 1996                                     | aktivní |
| Jüan Čeng 66 Chao (366)           | Čína       | 636    |                 | duben 1997        | 26. srpna 1997 (Rusko) 12. listopadu 1997 (Čína)                            | aktivní |
| Jüan Čeng 67 Chao (367)           | Čína       | 636    |                 | červen 1998       | 25. října 1998 (Rusko) 2. prosince 1998 (Čína)                              | aktivní |
| Jüan Čeng 68 Chao (368)           | Čína       | 636M   |                 | květen 2004       | 20. října 2004                                                              | aktivní |
| Jüan Čeng 69 Chao (369)           | Čína       | 636M   |                 | srpen 2004        | 5. května 2005                                                              | aktivní |
| Jüan Čeng 70 Chao (370)           | Čína       | 636M   |                 | únor 2005         | říjen 2005                                                                  | aktivní |
| Jüan Čeng 71 Chao (371)           | Čína       | 636M   |                 | květen 2005       | říjen 2005                                                                  | aktivní |
| Jüan Čeng 72 Chao (372)           | Čína       | 636M   |                 | srpen 2005        | 30. května 2006                                                             | aktivní |
| Jüan Čeng 73 Chao (373, ex B-340) | Čína       | 636M   |                 | květen 2004       | 5. srpna 2005 (Rusko) říjen 2006 (Čína)                                     | aktivní |
| Jüan Čeng 74 Chao (374)           | Čína       | 636M   |                 | červen 2005       | 22. prosince 2005                                                           | aktivní |
| Jüan Čeng 75 Chao (375)           | Čína       | 636M   |                 | červenec 2005     | 30. prosince 2005                                                           | aktivní |
| Messali el Hadj (021)             | Alžírsko   | 636M   |                 | listopad 2008     | 28. srpna 2009 (Rusko) 31. března 2010 (Alžírsko)                           | aktivní |
| Akram Pacha (022)                 | Alžírsko   | 636M   |                 | duben 2009        | 29. října 2009 (Rusko) 27. července 2010 (Alžírsko)                         | aktivní |
| El Ouarsenis (031)                | Alžírsko   | 636M   |                 | 14. března 2017   | 9. ledna 2019                                                               | aktivní |
| El Hoggar (032)                   | Alžírsko   | 636M   |                 |                   | 9. ledna 2019                                                               | aktivní |
| B-261 Novorossijsk                | Rusko      | 636.3  |                 | listopad 2013     | 22. srpna 2014                                                              | aktivní |
| B-237 Rostov na Donu              | Rusko      | 636.3  |                 | červen 2014       | 30. prosince 2014                                                           | Dne 13. září 2023 v suchém doku v Sevastopolu zasažena řízenou střelou, pravděpodobně typu Storm Shadow. Rozsah poškození není znám. Pravděpodobně totální ztráta. |
| B-262 Staryj Oskol                | Rusko      | 636.3  |                 | srpen 2014        | 25. června 2015                                                             | aktivní |
| B-265 Krasnodar                   | Rusko      | 636.3  |                 | duben 2015        | 5. listopadu 2015                                                           | aktivní |
| B-268 Velikij Novgorod            | Rusko      | 636.3  |                 | 18. března 2016   | 26. října 2016                                                              | aktivní |
| B-271 Kolpino                     | Rusko      | 636.3  |                 | 31. května 2016   | 24. listopadu 2016                                                          | aktivní |
| Hanoj (HQ-182)                    | Vietnam    | 636M   |                 | srpen 2012        | 4. dubna 2014                                                               | aktivní |
| Ho Či Minovo Město (HQ-183)       | Vietnam    | 636M   |                 | prosinec 2012     | 4. dubna 2014                                                               | aktivní |
| Haiphong (HQ-184)                 | Vietnam    | 636M   |                 | srpen 2013        | 1. srpna 2015                                                               | aktivní |
| Khanh Hoa (HQ-185)                | Vietnam    | 636M   |                 | březen 2014       | 1. srpna 2015                                                               | aktivní |
| Danang (HQ-186)                   | Vietnam    | 636M   |                 | březen 2014       | 28. února 2017                                                              | aktivní |
| Ba Ria-Vung Tau (HQ-187)          | Vietnam    | 636M   |                 | září 2015         | 28. února 2017                                                              | aktivní |
| B-274 Petropavlovsk-Kamčatskij    | Rusko      | 636.3  |                 | 28. března 2019   | 25. listopadu 2019                                                          | aktivní |
| B-603 Volchov                     | Rusko      | 636.3  |                 | 26. prosince 2019 | 24. října 2020                                                              | aktivní |
| B-602 Magadan                     | Rusko      | 636.3  |                 | 26. března 2021   | 12. října 2021                                                              | aktivní |
| B-588 Ufa                         | Rusko      | 636.3  |                 | 31. března 2022   | 16. listopadu 2022                                                          | aktivní |
| B-608 Možajsk                     | Rusko      | 636.3  | 23. srpna 2021  | 27. dubna 2023    | 28. listopadu 2023                                                          | aktivní |
| B-610 Jakutsk                     | Rusko      | 636.3  | 23. srpna 2021  | 11. října 2024    | 11. června 2025                                                             | aktivní |

Další čtyři jednotky projektu 877 nebyly dokončeny.

## Operační služba

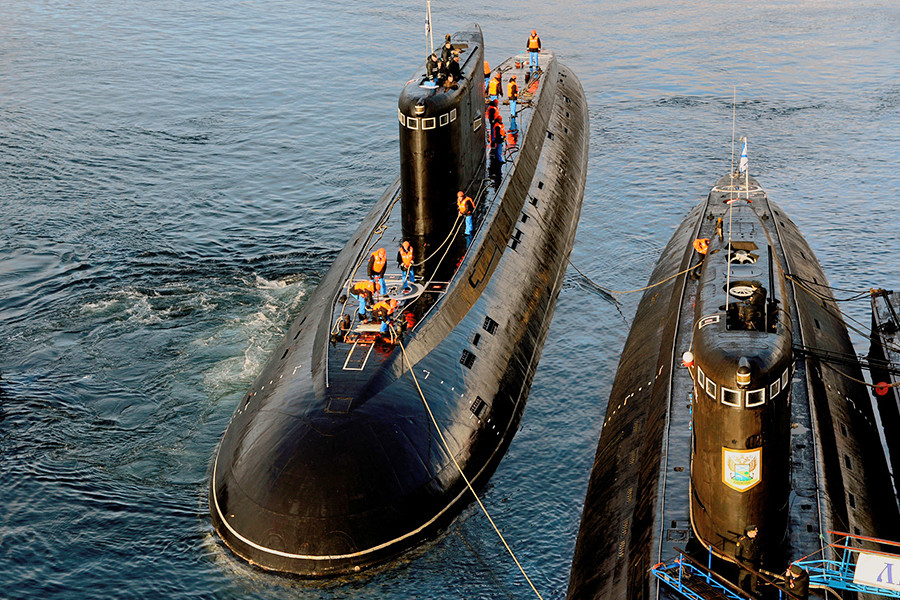
Ruské ponorky Kaluga a Lipeck

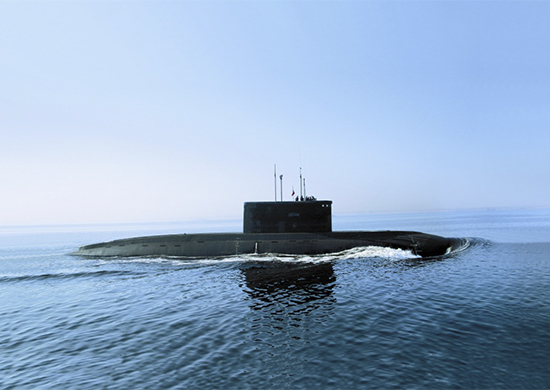
Ruská ponorka Novorossijsk je prototypem verze projekt 636.3

Ruská ponorka Rostov na Donu byla v prosinci 2015 vyslána do Středomoří, aby se zapojila do ruské intervence do syrské občanské války. Dne 8. prosince 2015 ponorka na cíle v Sýrii vypustila několik protizemních střel Kalibr. Dne 13. září 2023 byla v suchém doku v Sevastopolu zasažena řízenou střelou a poškozena. Dle ukrajinského ministerstva obrany byla v témže místě 3. srpna 2024 znovu zasažena raketovým útokem a potopena. Cena ponorky je odhadem 300 milionů dolarů (podle některých zdrojů dokonce 500 milionů).[zdroj?]